# Bjarni Mark Antonsson
Bjarni Mark Antonsson (Fjallabyggð, 27 de diciembre de 1995) es un futbolista islandés que juega en la demarcación de centrocampista para el Valur Reykjavík de la Úrvalsdeild Karla.

## Selección nacional
Debutó con la selección de fútbol de Islandia el 15 de enero de 2020. Lo hizo en un partido amistoso contra Canadá que finalizó con un resultado de 0-1 a favor del combinado islandés tras un gol de Hólmar Eyjólfsson.

## Clubes
| Club                       | País     | Año       | Partidos | Goles |
| -------------------------- | -------- | --------- | -------- | ----- |
| Knattspyrnufélag Akureyrar | Islandia | 2014-2015 | 2        | 0     |
| KF Fjarðabyggðar (cedido)  | Islandia | 2015      | 21       | 2     |
| Kristianstad FC            | Suecia   | 2016-2017 | 43       | 5     |
| Knattspyrnufélag Akureyrar | Islandia | 2018      | 24       | 1     |
| IK Brage                   | Suecia   | 2019-2021 | 67       | 6     |
| IK Start                   | Noruega  | 2022-2024 | 48       | 4     |
| Valur Reykjavík            | Islandia | 2024-     | 26       | 1     |